# 장수영 (바둑 기사)
장수영(張秀英, 1952년 9월 17일 ~ )은 대한민국의 바둑 기사이다.
바둑도장의 후진양성을 하며, 부인은 강희자이다.

## 약력
- 1971년 : 입단
- 1972년 : 2단 승단
- 1974년 : 3단 승단
- 1975년 : 4단 승단
- 1977년 : 제17기 최고위전 준우승
- 1981년 : 6단 승단, 기도문화상 신예기사상 수상
- 1982년 : 제22기 최고위전 준우승
- 1983년 : 왕위전 준우승. 제2기 제왕전 준우승. 기도문화상 수훈상 수상.
- 1984년 : 7단 승단
- 1986년 : 제26기 최고위전 준우승, 제21기 왕위전, 제5기 제왕전 본선
- 1987년 : 8단 승단, 제12기 국기전, 제22기 패왕전, 제18기 명인전 본선
- 1989년 : 제6기 박카스배 준우승, 제1회 동양증권배 준우승, 제7기 대왕전, 제1회 기성전, 제33기 국수전, 제29기 최고위전 본선
- 1990년 : 제26기 패왕전 준우승, 7기 박카스배, 제2기 기성전, 25기 왕위전, 제9기 MBC 바둑제왕전, 34기 국수전, 10기 KBS 바둑왕전, 제2회 동양증권배 본선
- 1991년 : 22기 명인전, 16기 기왕전, 3기 기성전, 9기 대왕전 본선
- 1992년 : 9단 승단. 4기 기성전, 3회 비씨카드배, 17기 기왕전 본선, 1회 진로배 세계바둑최강전 한국 우승 수훈 제1회 특별대국 ( IBM 배)
- 1993년 : 제1기 연승바둑최강전 준우승, 제2기 SBS배 연승바둑최강전 본선 , 제1기 한국이동통신배 고단진 준우승, 10회 박카스배, 12기 KBS 바둑왕전, 12기 MBC 바둑제왕전, 18회 기왕전 본선
- 1994년 : 13기 KBS 바둑왕전, 패왕전. 왕위전, 비씨카드배, 명인전, 연승바둑최강전, 최고위전, 한국이동통신배 본선.
- 1995년 : 14기 KBS 바둑왕전, 국기전, 최고위전, 연승바둑최강전 본선.
- 1996년 : 15기 KBS 바둑왕전 4강, 국기전, 연승바둑최강전, 8회 동양증권배 본선.
- 1997년 : 16기 KBS 바둑왕전 본선
- 1998년 : 제3기 테크론배, 제38기 최고위전, 제10기 기성전,제3회 삼성화재배 본선 32강
- 1999년 : 제7기 배달왕전 본선, 제30기 명인전 본선, 18기 KBS 바둑왕전, 1기 맥심배 본선.
- 2000년 : 제12기 기성전, 2기 맥심배 본선.
- 2001년 : 제1기 KT배 마스터스 프로기전, 3기 맥심배 본선
- 2002년 : 제2기 돌씨앗배, 제2기 KAT시스템배 월드컵 개최도시 대항전 대표, 제4기 맥심배 결선 4강
- 2003년 : 제3회 KAT시스템배 한국바둑최강전 대표, 제5회 맥심배 입신최강전 본선
- 2004년 : 제9기 박카스배 천원전 본선진출. 제1기 전자랜드배 왕중왕전 봉황부 8강진출. 제4회 돌씨앗배 프로시니어기전 우승(대 김일환, 생애 첫 우승). 제6회 맥심커피배 8강.
- 2005년 : 제5기 잭필드배 프로시니어기전 본선진출(시드).
- 2007년 : 한국바둑리그 월드메르디앙 감독
- 2008년 : 제10회 맥심커피배 본선
- 2010년 : 제4기 지지옥션배 본선